# Лей Чунь
Лей Чунь (кит.: 雷纯; нар. 9 січня 1993) — китайська борчиня вільного стилю, чемпіонка Азії, бронзова призерка Кубку світу.

## Життєпис
Боротьбою почала займатися з 2007 року. 
Виступала за борцівський клуб провінції Хунань. Тренер — Мао Лі Мін.

## Спортивні результати на міжнародних змаганнях

### Виступи на Чемпіонатах світу
| Змагання                        | Збірна | Вагова категорія          | Місце |
| ------------------------------- | ------ | ------------------------- | ----- |
| Чемпіонат світу з боротьби 2014 | КНР    | жіноча боротьба, до 48 кг | 12    |

### Виступи на Чемпіонатах Азії
| Змагання                       | Збірна | Вагова категорія          | Місце  |
| ------------------------------ | ------ | ------------------------- | ------ |
| Чемпіонат Азії з боротьби 2018 | КНР    | жіноча боротьба, до 50 кг | Золото |

### Виступи на Кубках світу
| Змагання                    | Збірна | Вагова категорія | Місце  |
| --------------------------- | ------ | ---------------- | ------ |
| Кубок світу з боротьби 2019 | КНР    | команда          | Бронза |

### Виступи на інших змаганнях
| Змагання                                   | Збірна | Вагова категорія          | Місце  |
| ------------------------------------------ | ------ | ------------------------- | ------ |
| Міжнародний меморіал Дейва Шульца 2014     | КНР    | жіноча боротьба, до 48 кг | 5      |
| Гран-прі Іспанії з боротьби 2015           | КНР    | жіноча боротьба, до 48 кг | Срібло |
| Відкритий чемпіонат Польщі з боротьби 2017 | КНР    | жіноча боротьба, до 48 кг | Золото |
| Відкритий чемпіонат Китаю з боротьби 2018  | КНР    | жіноча боротьба, до 50 кг | 6      |
| Тестовий турнір UWW 2019                   | КНР    | жіноча боротьба, до 50 кг | Золото |